# Bagheria
Bagherìa (Bagarìa in siciliano, Baarìa nel dialetto locale) è un comune italiano di 52 811 abitanti della città metropolitana di Palermo in Sicilia.
Detta anche «Città delle ville», dopo Palermo è il comune più popoloso della città metropolitana. Il territorio comunale è delimitato dal Monte Consona con il Monte Giancaldo e si affaccia sulla costa tirrenica nel tratto sud-est del golfo di Palermo. Comprende la frazione marinara di Aspra.
(Tommaso Fazello, Le due deche dell'historia di Sicilia, 1573)
(Giordano Cascini, Di Santa Rosalia, vergine palermitana, libri tre, 1651)
(Placido Spadafora, Prosodia italiana, 1682)

## Origini del nome
Le origini del toponimo sono sconosciute. Un'ipotesi già attestata dal XVI secolo tramite lo storico Tommaso Fazello lo vede derivare dal termine arabo baḥriyya (ﺑﺤﺮﻳـة), cioè «zona che discende verso il mare». Uno dei primi riferimenti al nome latinizzato risale al 1134, nel periodo normanno, attraverso la forma Bacharìa, per poi comparire come Baiarìa nel 1573.
Il nome attuale è il risultato dell'italianizzazione del siciliano Bagarìa laddove però la g è prevalente muta nella maggior parte dei dialetti interni alla Sicilia, finendo così per prevalere nella forma e nel suono di Baarìa.

## Storia
Tra il VII e il III secolo a.C. è attestato lo strategico insediamento di Monte Porcara, situato a 3,5 km in direzione sud-ovest da Bagheria.
La città di Bagheria sorge in una stretta piana a sud-est della città di Palermo, sovrastata dal Monte Catalfano insieme al Monte Consona e alla Montagnola di Serradifalco, dove si estendeva la cosiddetta Foresta della Bacarìa. L'origine urbanistica di Bagheria ebbe inizio dall'edificazione del Palazzo Butera ad opera del principe Giuseppe Branciforte, ultimata nel 1658 da una precedente masseria di proprietà di Benedetto Rizzo, che Branciforti aveva acquistato nel 1595. Branciforti, infatti, voleva isolare la vita di corte in un palazzo nobiliare lontano dal castello della contea di Raccuja. Il tessuto urbano si sviluppò da una serie di modeste costruzioni dove alloggiavano gli inservienti di Giuseppe Branciforti; tra il 1653 e il 1697, benché in assenza di licentia populandi, vennero realizzate 43 abitazioni, mentre tra il 1705 e il 1723 si ebbe un incremento di 137 unità abitative. Nel 1769 si venne a delineare l'asse principale dell'impianto urbanistico bagherese ad opera di Salvatore Branciforti - ovvero il Corso Butera, popolarmente detto Stratuni per differenziarlo dallo Stratunieddu (il Corso Umberto I) - insieme alla costruzione della Chiesa Madrice che fu ultimata nel 1771. Una lapide in marmo del 1769 ricorda la realizzazione del Corso Butera: Salvatori Brancifortio Buterae principi quod viam hanc qua ad villam elegantius compositam nobilior e regione aditus patet ad delicias perpetuis hic inde arboribus protectam veteribus contemptis diverticulis amplam rectam straverit; atque augendo colonorum censui aedem Dei Matris costruxerit, collabentem pontem restauraverit, in aridum fundum aquam per M pass. deduxerit agrumque ab amsegete venationis tuendae muro diviserit. Importante arteria di Bagheria è il Corso Umberto I, anticamente Via Municipio, che fu tracciato per metà da Salvatore Branciforti nella seconda metà del XVIII secolo; vi si trova il palazzo del Duca di Milazzo, dove venne ospitata la regina Maria Carolina d'Austria. A metà sviluppo del Corso Umberto I sono presenti, inglobati nel tessuto urbano, i due alti pilastri in calcarenite che costituivano l'accesso secondario alla Villa Palagonia; raffigurano ciascuno due statue armate, con elmi piumati e scudi, tra cui la Giustizia con bilancia e spada. Altra importante arteria all'interno del tessuto urbano è la cosiddetta Corsa Vecchia, diventata successivamente Via Ciro Scianna.

### Simboli
Lo stemma di Bagheria è uno scudo partito e reca da un lato una pianta di vite, simbolo dell'operosità dei suoi primi abitanti che prosperarono coltivandola e commerciando vino; dall'altro lato un leone rampante sostenente un vessillo, richiamo al blasone della famiglia Branciforti.
Il gonfalone è un drappo di rosso.

## Monumenti e luoghi d'interesse

### Architetture religiose

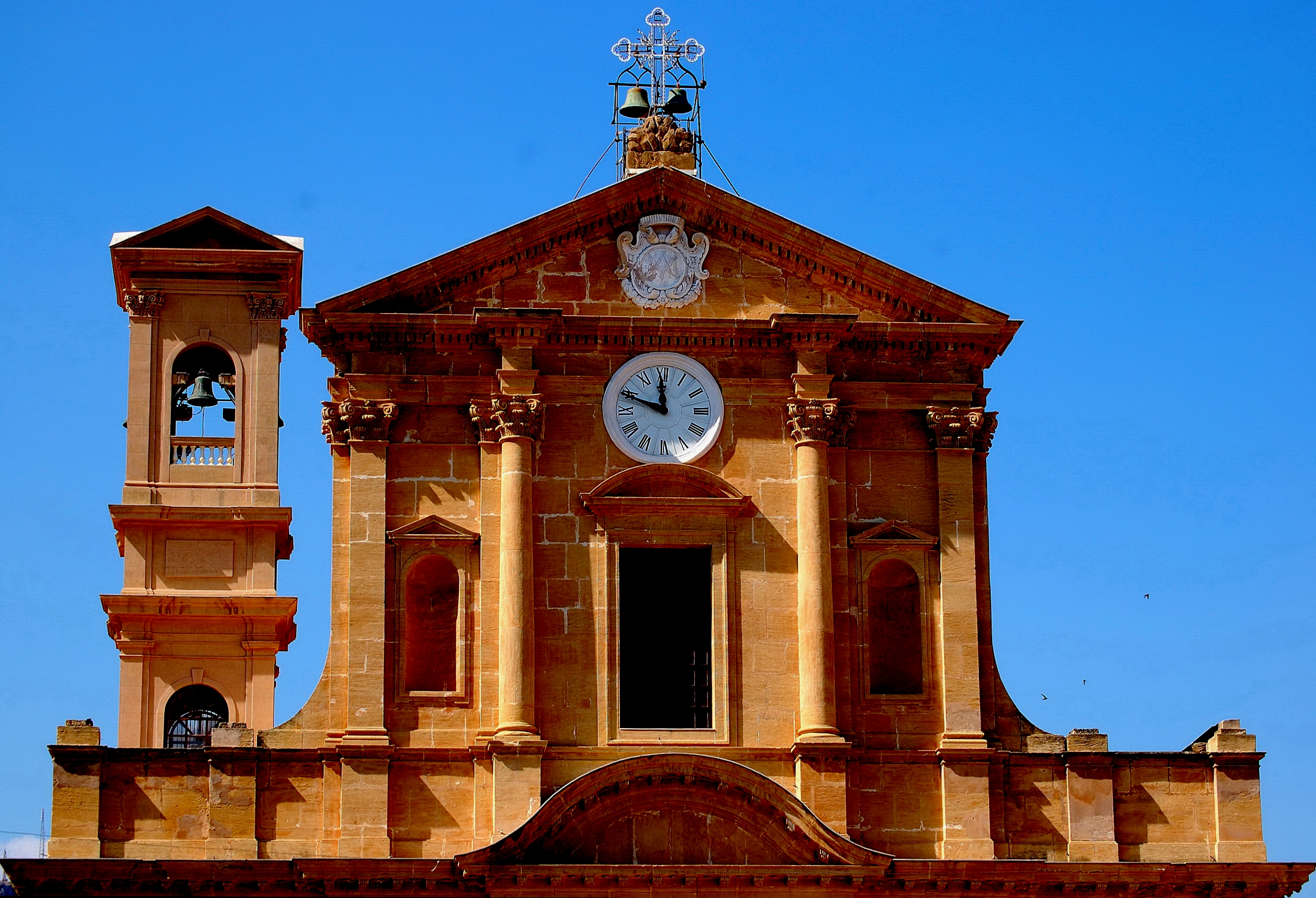
Facciata della chiesa madre Natività di Maria (1771)

- Chiesa Madrice di Bagheria. Fatta edificare dal principe Salvatore Branciforti nel 1769 lungo il nuovo asse urbano di Bagheria, fu ultimata nel 1771 ed intitolata alla Natività di Maria. Progettista fu Salvatore Attinelli. Nel 1872, per volere di Domenico Mangione, nella facciata della chiesa fu installato un orologio.
- Chiesa del Sepolcro. La prima costruzione, voluta dal principe Nicolò Branciforti, è del 1734, con successivi completamenti interni avvenuti nel 1744 e 1750. Le forme attuali si devono al progetto (1914) di Ernesto Armò, e riprendono schemi propri dello stile neogotico.
- Chiesa delle Anime Sante. Anticamente nota come Chiesa del Miserèmini e Chiesa del Purgatorio, risale al 1722. Il prospetto fu progettato da Filippo Scordato agli inizi del XX secolo. All'interno si conservano importanti decorazioni parietali di Onofrio Tomaselli.
- Chiesa di Sant'Antonio. Più conosciuta come Chiesa di Sant'Antonino, fu edificata alla fine del XVIII secolo dal duca di Angiò. L'attiguo convento si sviluppò durante il secolo successivo.
- Chiesa della Beata Maria Vergine del Monte Carmelo, fatta erigere nel 1867 da Nicola Farina su un preesistente magazzino e per questo detta Chiesa di don Cola.
- Chiesa di San Pietro apostolo, fatta erigere nel 1881 da Pietro Scaduto su un preesistente magazzino; per tale motivo è ancora chiamata Chiesa di don Pietro.

### Architetture civili

#### Ville

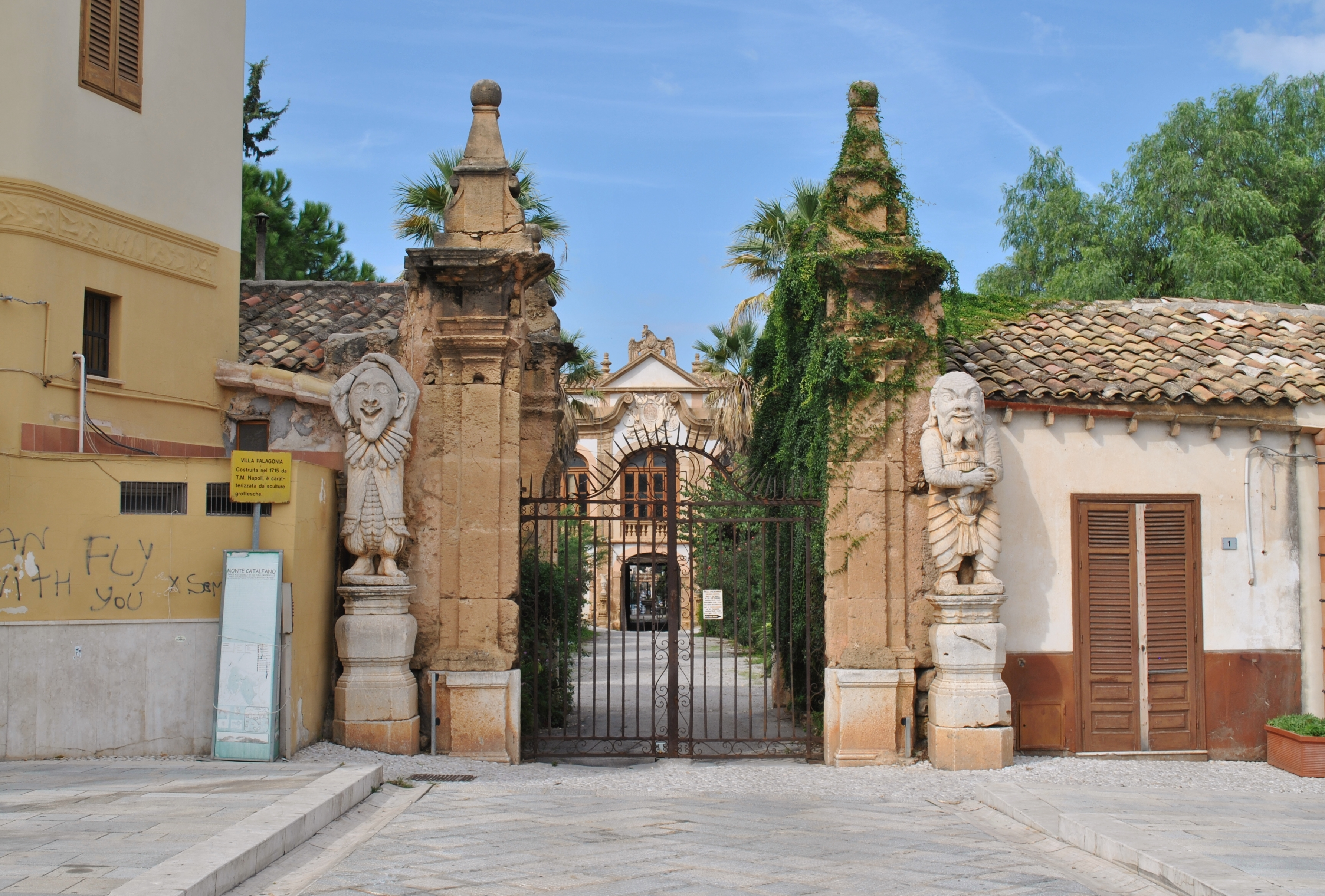
Ingresso secondario di Villa Palagonia

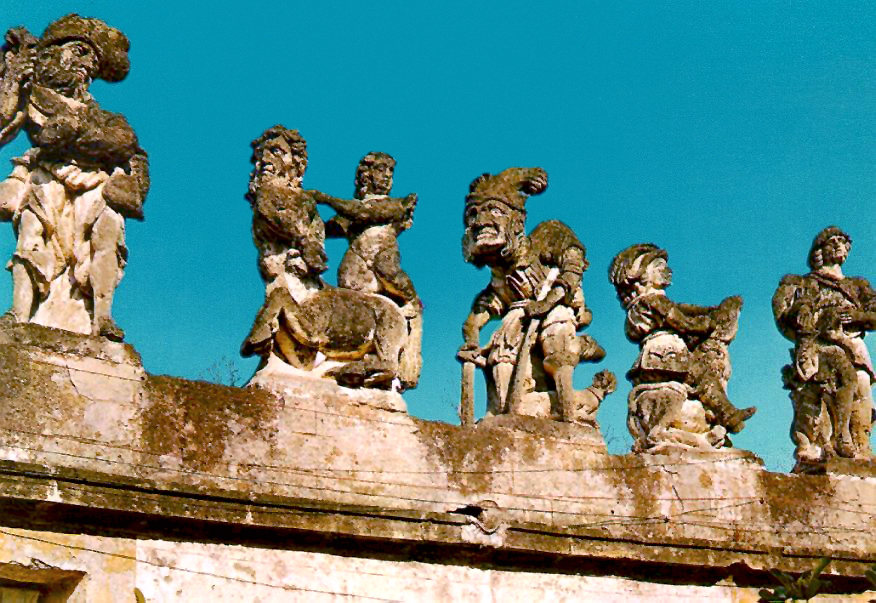
I mostri della Villa Palagonia

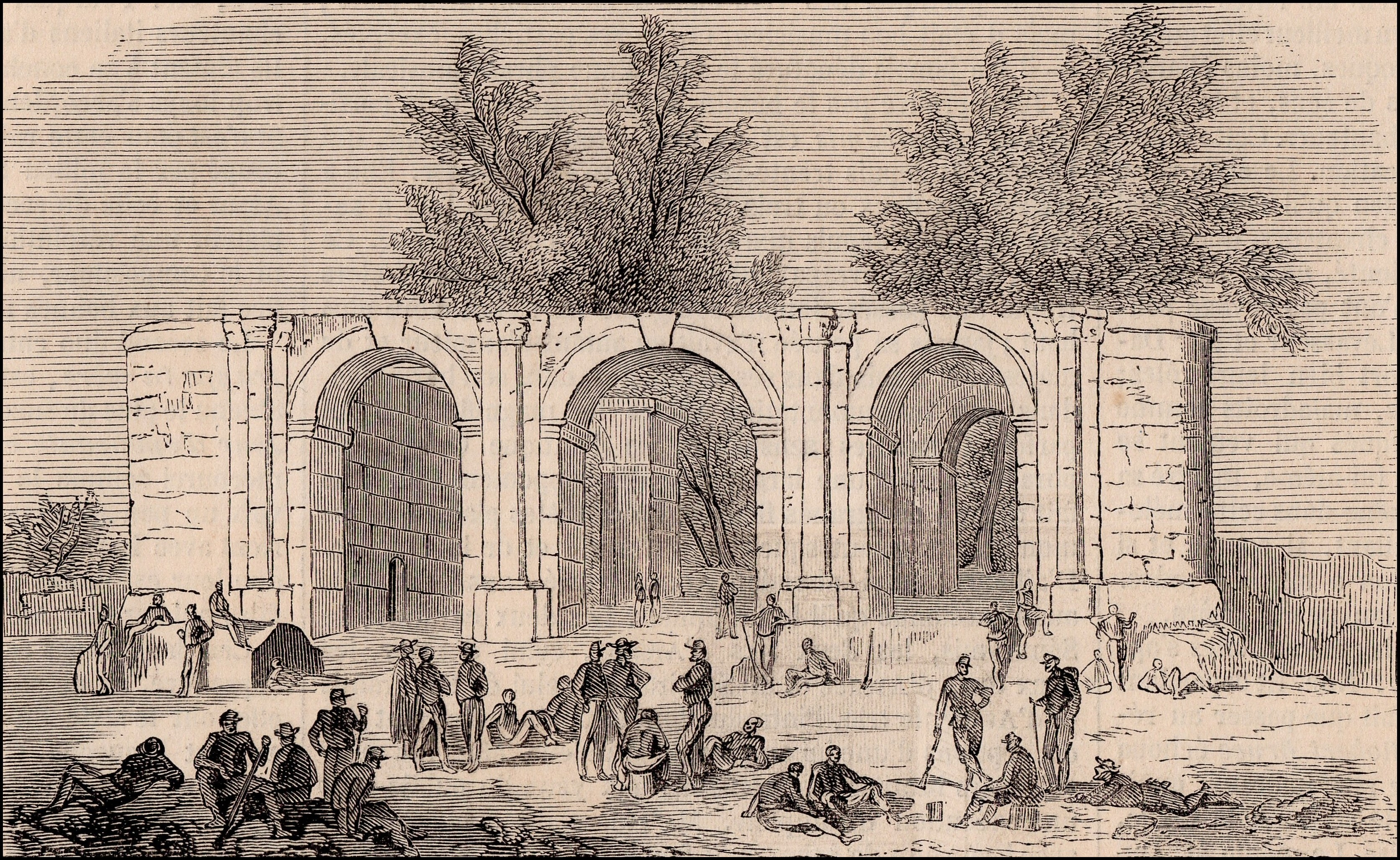
Arco dei Tre Portoni in una xilografia del 1860 raffigurante un gruppo di garibaldini a riposo

Le ville sono quasi tutte del XVIII secolo, lo stile è barocco. Non tutte visitabili e molte in stato di abbandono, rappresentarono un tempo le più pregiate residenze estive dell'aristocrazia palermitana; è stato ipotizzato un preciso intento architettonico con stretti riferimenti alla filosofia alchemica settecentesca che sarebbe alla base dell'edificazione di alcune ville, in particolar modo Villa Valguarnera e Villa Palagonia; in molte sculture e decorazioni di tali ville compare il dio Mercurio, che nel processo alchemico presiedeva alla trasmutazione della materia dallo stato primordiale della nigredo a quello finale della rubedo attraverso l'albedo. Anche l'impianto planimetrico di Villa Palagonia e Villa Valguarnera, considerato insieme ai viali d'ingresso, sarebbe ispirato alla forma della chiave dell'Opera alchemica. Questo contesto fortemente simbolico derivò verosimilmente dalla volontà di creare una congregazione arcadica dove gli aristocratici adepti potessero dedicarsi alle arti liberali e alla filosofia alchemica, lontani dall'ostile Tribunale dell'Inquisizione di Palermo.

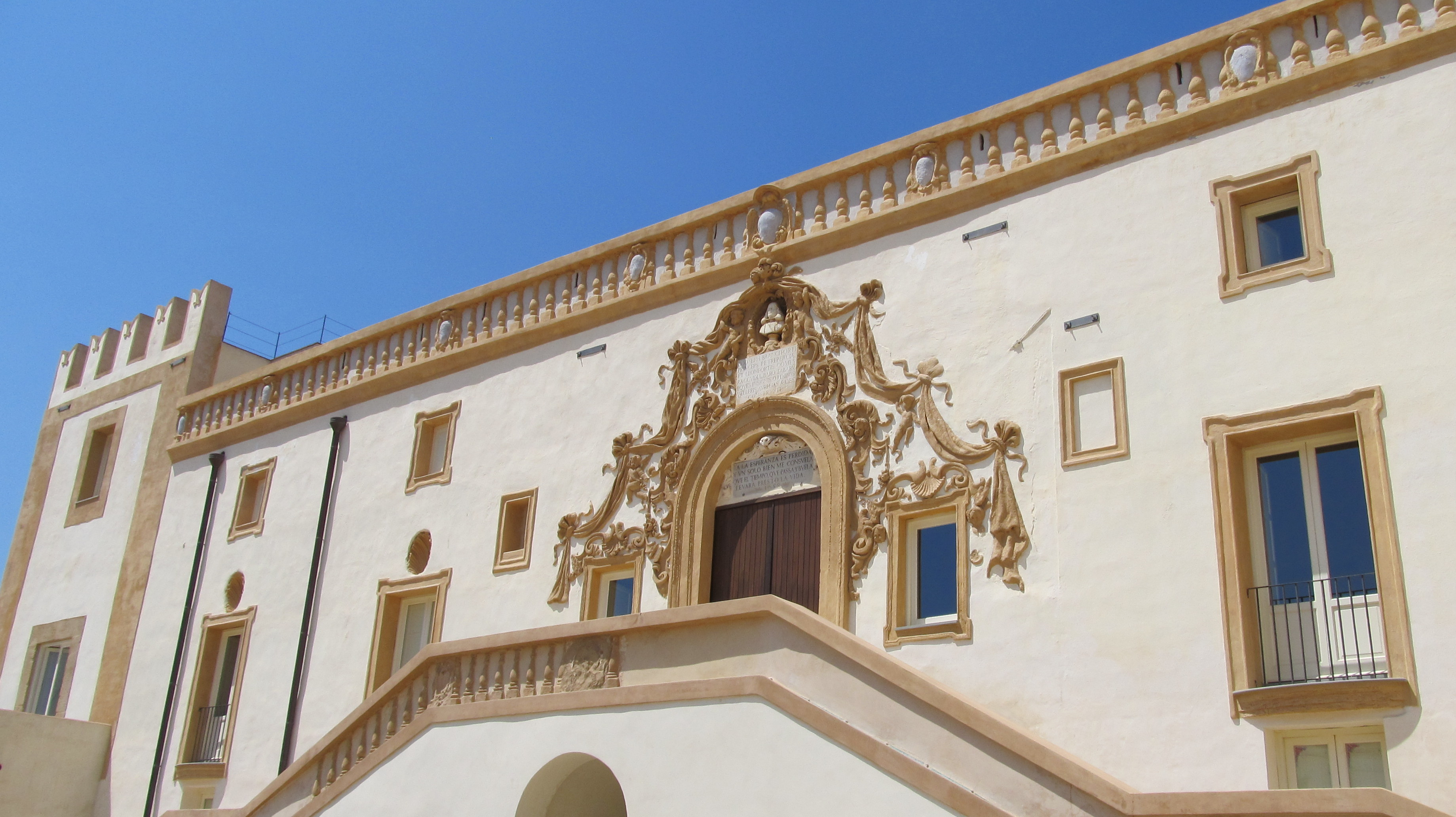
Villa Butera (1658)

Palazzo Butera-BrancifortiLa più antica, costruita nel 1658 e popolarmente nota come U Palazzu. Voluta da Giuseppe Branciforti, principe di Pietraperzia e Leonforte, venne concepita quale dimora lontana dalla dimensione della corte palermitana di cui il Branciforti aveva aspirato a diventare invano il reggente. Per tale motivo, sul portone d'ingresso della torre merlata tramite cui si accede al palazzo - non a caso rivolta a occidente, verso Palermo - il principe fece scolpire «O corte a Dio». Sullo stesso fronte, sul portale d'ingresso, campeggia un'epigrafe in marmo che recita: Al mio Re nel servir qual'aspre e dure fatiche non durai costante e forte? E sempre immerso in importanti cure de le stelle soffrii la varia sorte. Tra le campagne alfin solinghe e scure spera la mente mia la propria morte, mentre vedovo genitor per fato rio qui intanto piango e dico «O corte a Dio». Sul lato opposto, quello orientale, sopra la porta principale si trova un'altra epigrafe marmorea che cita un sonetto di Miguel De Cervantes tratto dalla Galatea: Ya la esperanza es perdida, y un solo bien me consuela: que el tiempo, que passa y buela, llevarà presto la vida. Al di sopra di essa, l'epigrafe marmorea che ricorda la costruzione dell'edificio: D. Ioseph Branciforti, princeps Petreperciae et Leonfortis, comes Raccudiae, baro Tabarum, eques insignis Ordinis Velleris Auri, has aedes construxit.

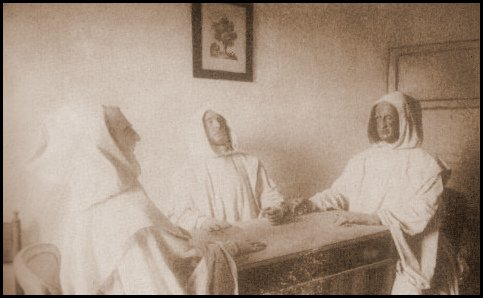
Le statue di Ercole Michele Branciforti, Luigi XVI e Ferdinando I di Borbone nella Certosa di Bagheria

Il prospetto settentrionale è opera di Giovanni Giglio (1769), mentre la cosiddetta Certosa, posta come fondale della Villa Butera, fu progettata da Vincenzo Fiorelli nel 1797. Si tratta di un edificio in stile neoclassico con portico colonnato e celle interne che - sino alla metà del XX secolo - contenevano statue a grandezza naturale in paglia e stoppa con il volto in cera raffiguranti personaggi celebri dell'epoca in abito di monaci certosini. L'idea di riunire le raffigurazioni statuarie fu dovuta a Ercole Michele Branciforti, principe di Butera. Nel piano superiore della struttura, con decorazioni parietali di Giuseppe Velasquez e caratterizzata da una scala a chiocciola interna, si trovava all'ingresso la statua di un sacrestano con una piccola brocca in mano; più avanti, quella di un monaco certosino in atto di suonare una campanella appesa al muro. Proseguendo, in fondo a un corridoio era presente la statua di un servitore con una scopa in mano; la prima cella, a destra, accoglieva le statue di uno schiavo moro che serviva il pranzo all'ammiraglio Orazio Nelson e alla regina Maria Carolina d'Asburgo-Lorena. Nella seconda cella, seduto a un tavolo, vi era Comingio in rapimento amoroso e, nella terza, la delicata figura di Adelaide; si trattava dei protagonisti del melodramma Adelaide e Comingio (1817) di Giovanni Pacini. Le statue di due monaci cucinieri erano presenti nella quarta cella, adibita a cucina con utensili. Nel corridoio, tornando indietro a sinistra, la statua di un certosino con pala e cesta; nella quinta cella, la statua del re Ruggero II di Sicilia intento a leggere un libro della biblioteca che si apriva sulle pareti. Nella sesta cella, intorno a un tavolo campeggiavano le statue del principe Ercole Michele Branciforti, del re Luigi XVI e del re Ferdinando I di Borbone; durante una visita dello stesso Ferdinando I alla Certosa, il re vide il proprio ritratto statuario e ne rimase estremamente divertito. Nell'ultima cella era rappresentata la morte del principe Francesco d'Aquino insieme a John Acton, primo ministro della regina Maria Carolina d'Asburgo-Lorena. Nel 1889 la principessa Sofia di Trabia affidò la Villa Butera alle Figlie della Carità, più che la trasformarono in asilo infantile.
Villa ValguarneraCostruita nel 1712 dai principi Valguarnera con interventi degli architetti Tommaso Maria Napoli, Vincenzo Fiorelli e Giovanni Del Frago. Nella composizione planimetrica si ravvisano interessanti elementi derivanti da matrici esoteriche e alchemiche, come ad esempio nella pianta claviforme derivante dalla chiave dell'Opera alchemica e nella sistemazione della vicina altura (Montagnola di Valguarnera, 105 m), sulla cui sommità fu realizzata una balaustrata ottagonale nel mezzo della quale campeggiava una statua della musa Urania munita di cannocchiale; il camminamento che conduce alla vetta della Montagnola è assimilabile al percorso simbolico dalla terra alla sfera celeste, lungo il quale si trovano sette sedili in pietra riferentisi ai sette stadi di trasformazione alchemica della materia. Lungo il tragitto si trova una piccola grotta artificiale in muratura, il cui interno fu affrescato da Giuseppe Crestadoro con la rappresentazione di Aci e Galatea seduti alle falde dell'Etna, con in lontananza il mare e Cupido sopra un delfino. A breve distanza si trovava una statua in marmo bianco di Polifemo nell'atto di suonare una zampogna, trafugata nel 1992. All'interno del giardino della villa si trovano due eleganti coffee houses in stile neoclassico, con affreschi. 

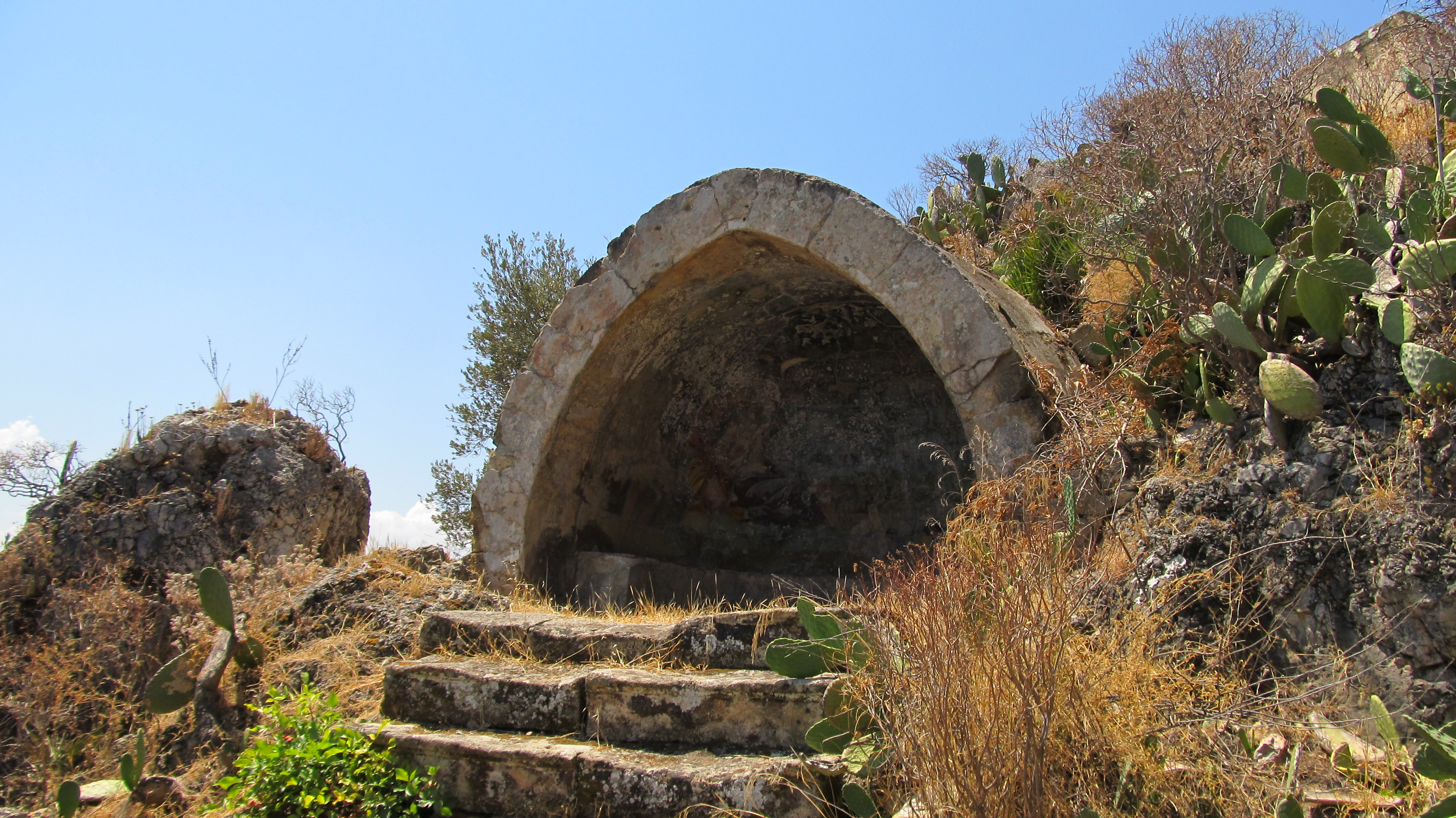
Montagnola di Villa Valguarnera: la grotta con l'affresco di Giuseppe Crestadoro raffigurante Aci e Galatea

Villa PalagoniaLa più famosa, costruita nel 1715 dal principe Gravina di Palagonia; è nota come Villa dei Mostri a causa delle figure deformi e animalesche che, secondo studi del 2008, seguono una matrice alchemica nella ricerca dell'armonia, partendo dalle sculture di musicanti (nigredo) per giungere alla consistenza materica delle creature deformi (rubedo). Nel 1787 la villa fu visitata da Johann Wolfgang von Goethe, che così ne descrisse gli interni: «I piedi delle sedie sono segati inegualmente, in modo che nessuno può prendere posto e, davanti all'entrata, il custode del palazzo invita i visitatori a non fidarsi delle sedie solide perché sotto i cuscini di velluto nascondono delle spine». A metà del viale d'ingresso si trova il cosiddetto Arco del Padreterno, fornice in calcarenite con quattro enormi statue di cacciatori originariamente stuccate a somiglianza del marmo; nella cappella interna si trovava una delle rarissime raffigurazioni italiane del Padreterno, conservata presso il Museo di Villa Cattolica e sostituita da una copia. Nel 1910, per realizzare una cabina elettrica in muratura, fu demolito il maestoso Arco dei Tre Portoni in calcarenite (localmente noto come Tri Purtuna), all'inizio del viale; incompiuto, mancante della trabeazione sommitale, presentava tre fornici su modello di un arco trionfale romano di ordine corinzio, con uno sviluppo planimetrico di 22 x 10 metri.
Palazzo CutòCostruito nel 1716 da Luigi Onofrio Naselli, principe d'Aragona, su progetto di Giuseppe Mariani; è sede della Biblioteca comunale e del Museo del Giocattolo.

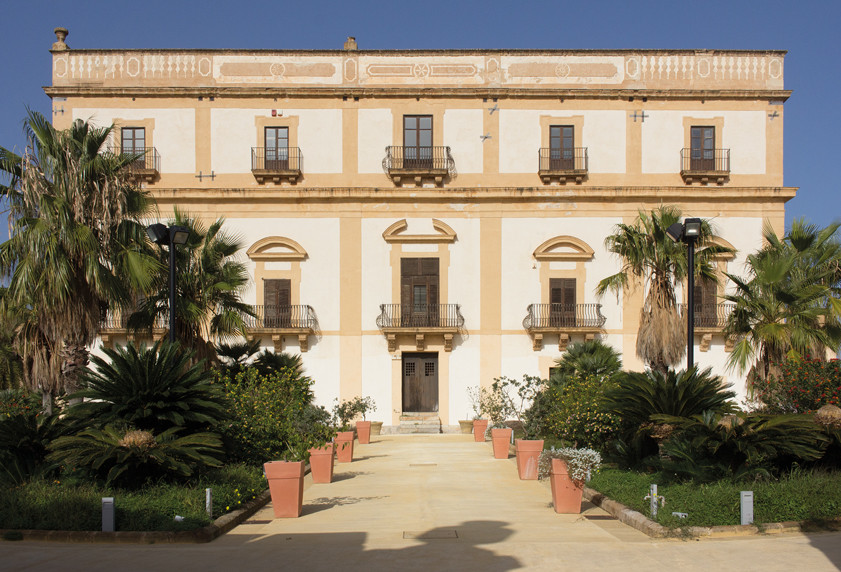
Villa Cattolica, sede del museo Guttuso

Villa CattolicaCostruita nel 1736 dal principe di Cattolica Eraclea, che ospita il museo comunale dedicato al pittore Renato Guttuso dove sono conservate molte opere dell'autore nonché tele e sculture di altri artisti come Domenico Quattrociocchi, Pina Calì, Silvestre Cuffaro, Vincenzo Gennaro e Arrigo Musti.

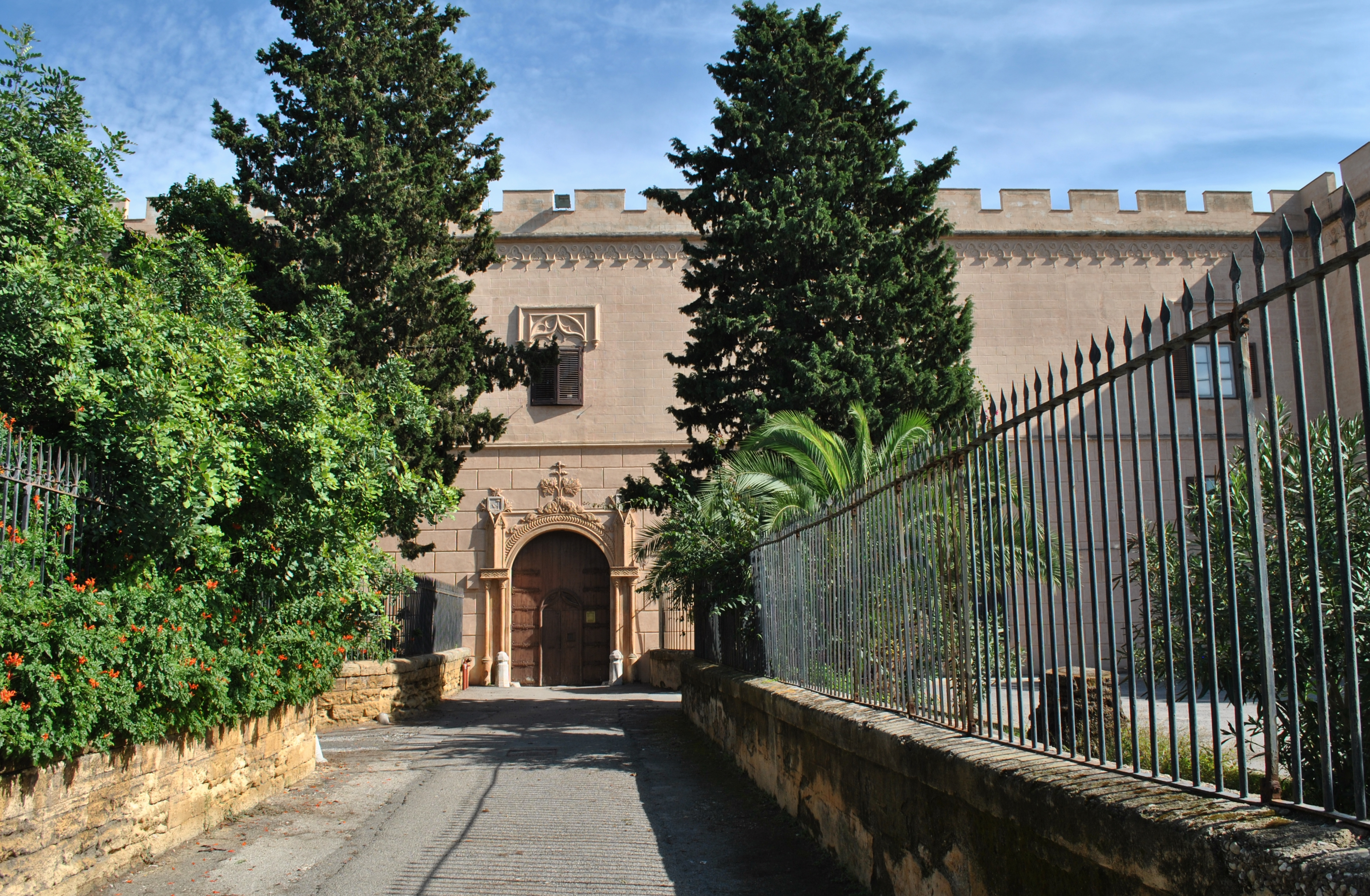
Villa San Cataldo

Villa San CataldoCostruita nella prima metà del XVIII secolo dai principi Galletti di San Cataldo. L'assetto architettonico risale a un restyling effettuato alla fine del XIX secolo. Nel 1905 la villa fu acquistata dalla Compagnia di Gesù.
Villa LarderìaCostruita nel 1752 dal principe Francesco Litterio Moncada di Larderia.
Palazzo InguaggiatoCostruito nel 1770 da Giovanni Pietro Galletti, marchese di Santa Marina, su progetto di Andrea Gigante. Fu sede della truppa borbonica sino al 1860.
Villa VillarosaCostruita nel 1763 da Placido Notarbartolo, duca di Villarosa, su progetto di Giuseppe Venanzio Marvuglia. Si tratta dell'unica villa bagherese in stile neoclassico, e presenta un elegante porticato con alte colonne d'ordine corinzio.
Villa RamaccaCostruita alla metà del XVIII secolo da Bernardo Gravina, principe di Ramacca.
Villa TrabiaCostruita alla metà del XVIII secolo da Michele Gravina, principe di Comitini su progetto di Nicolò Palma. La villa fu successivamente acquistata dal principe Pietro Lanza di Trabia.
Villa AngiòCostruita alla metà del XVIII secolo dal principe di Angiò. I due pilastri di accesso alla villa sono inglobati in edifici allo sbocco del Passo del Carretto.
Villa SpedalottoCostruita nel 1784 da Barbaro Arezzo su progetto di Emanuele Incardona. Nel 1991 vi furono girate alcune scene del film Johnny Stecchino.
Villa CasaurroCostruita nel XVIII secolo, di piccole dimensioni e con decorazioni in stile Luigi XV.
Villa ParisiCostruita per volere della baronessa Parisi.
Villa RoccaforteCostruita nel XVIII secolo dai principi Cottù, marchesi di Roccaforte; sul cancello d'ingresso si trovano gli aforismi latini Aut amor aut libertas e Et amor et libertas.
Villa Sant'EliaCostruita nella prima metà del XVIII secolo dal principe di Sant'Elia. Sull'ingresso si trova scolpito l'aforisma latino Parva sed apta mihi.
Villa Sant'IsidoroCostruita alla fine del XVIII secolo dal marchese Cordova di Sant'Isidoro, sede dell'omonimo museo, dove sono esposte opere di Vincenzo Gennaro.
Villa SerradifalcoCostruita nella seconda metà del XVIII secolo dal duca Lo Faso di Serradifalco.
Villa CirincioneCostruita nel 1905 per l'illustre professore Giuseppe Cirincione

### Architetture militari

#### Torri
Dal XV secolo, il territorio di Bagheria entrò a far parte del Feudo di Sòlanto. A questo periodo risalgono le prime torri sparse per le campagne circostanti. In seguito, intorno a queste torri, nacquero masserie adibite all'allevamento del bestiame e all'agricoltura.
- Torre Amalfitano. La struttura, di probabile origine duecentesca, fu riedificata nel 1546 dal viceré Juan de Vega; in seguito, durante la prima metà del XVIII secolo, fu trasformata in masseria da Ugo Notarbartolo di Amalfitano. Pare che accanto alla torre vi fosse una filanda per la lavorazione della seta e l'allevamento del baco. La torre presenta una pianta quadrata ed era costituita da un pianoterra con cisterna per l'acqua, un piano superiore adibito a magazzino ed un terrazzo con merlature a coda di rondine.
- Torre Bellacera. Torre agricola del XVI secolo fatta costruire da Anfusio Bellacera, imprenditore agricolo di canna da zucchero. Nel XVIII secolo la torre fu trasformata in casina residenziale con terrazza a belvedere e cappella.
- Torre Chiarandà. Si tratta di una torre agricola del XVI secolo, in stato di totale abbandono.
- Torre Cordova. Torre del XVI secolo sorta per la difesa dei terreni della famiglia La Grua, lungo il corso del fiume Eleuterio. Il pianterreno era adibito a magazzino, mentre il piano superiore era l'abitazione.
- Torre Ferrante. Risalente al XVI secolo, è inglobata nel tessuto urbano di Bagheria. È nota per essere stata abitata dal rivoluzionario Andrea Cuffaro.
- Torre Mortillaro. Realizzata durante il XIX secolo dal marchese Mortillaro, non è più esistente a causa dell'espansione urbanistica bagherese; rimane tuttavia, a fianco del Corso Butera, uno dei due grandi pilastri in calcarenite da cui si accedeva alla tenuta di Mortillaro.
- Torre Parisi. Risalente al XVII secolo, è una grande torre rustica con fornice affrescato raffigurante il Padreterno.
- Torre Roccaforte. Torre agricola del XVI secolo che durante il XVIII secolo fu inglobata nella Villa Roccaforte di proprietà dei principi Cottù, marchesi di Roccaforte.

### Architetture industriali
- Imprese Elettriche Rosolino Gagliardo, prima centrale a carbone della Sicilia, nazionalizzata nel 1963.
- Industria Molino Fratelli Cuffaro, fondato nei primi del 900 da Michele Cuffaro.

### Paleontologia
Nel 2022 è stato annunciato il rinvenimento, durante gli scavi archeologici di un sito risalente all'età del Rame, effettuati nella grotta Zubbio situata in località Cozzo san Pietro, di resti fossili relativi ad una specie di tartaruga gigante, che è stata denominata Solitudo sicula, estintasi 12.500 anni fa a causa dell'uomo .

## Clima
| Bagheria            | Mesi | Mesi | Mesi | Mesi | Mesi | Mesi | Mesi | Mesi | Mesi | Mesi | Mesi | Mesi | Stagioni | Stagioni | Stagioni | Stagioni | Anno |
| Bagheria            | Gen  | Feb  | Mar  | Apr  | Mag  | Giu  | Lug  | Ago  | Set  | Ott  | Nov  | Dic  | Inv      | Pri      | Est      | Aut      | Anno |
| ------------------- | ---- | ---- | ---- | ---- | ---- | ---- | ---- | ---- | ---- | ---- | ---- | ---- | -------- | -------- | -------- | -------- | ---- |
| T. max. media (°C)  | 14,4 | 14,6 | 16,0 | 18,5 | 22,6 | 26,3 | 29,3 | 29,7 | 26,9 | 22,8 | 18,9 | 15,7 | 14,9     | 19,0     | 28,4     | 22,9     | 21,3 |
| T. min. media (°C)  | 9    | 8,8  | 9,7  | 11,6 | 14,9 | 18,8 | 21,6 | 22,3 | 20,1 | 16,5 | 13,2 | 10,4 | 9,4      | 12,1     | 20,9     | 16,6     | 14,7 |
| Precipitazioni (mm) | 81   | 67   | 54   | 46   | 21   | 8    | 4    | 14   | 38   | 83   | 80   | 86   | 234      | 121      | 26       | 201      | 582  |

## Società

### Evoluzione demografica
Abitanti censiti

### Religione
Culto molto sentito in città è la celebrazione del santo patrono, identificato in San Giuseppe. La festa del santo viene celebrata con cerimonie solenni nella prima domenica di agosto, anche se in realtà San Giuseppe cade il 19 marzo. I festeggiamenti religiosi, svolti nel mese di agosto, vengono accompagnati da spettacoli pubblici che si svolgono per tutta la settimana precedente la domenica per culminare con i tradizionali fuochi d'artificio la sera del lunedì. Altra manifestazione è quella della festa in onore di Maria Addolorata, che è vista come patrona della borgata marinara dell'Aspra e viene festeggiata il 15 settembre.

## Cultura

### Istruzione
Oltre a varie scuole medie ed elementari la città di Bagheria dispone di cinque istituti superiori: Liceo Francesco Scaduto (Classico, Scienze Umane e Linguistico); Liceo Scientifico D'Alessandro; Liceo Artistico Regionale Renato Guttuso; IPSIA Salvatore D'Acquisto; ITET Don Luigi Sturzo. All'interno di Palazzo Cutò è presente una biblioteca comunale inaugurata nel 1956 dal sindaco Silvestre Cuffaro e conta 73.250 opere cartacee oltre ad un vasto repertorio di VHS e DVD. Al suo interno vengono organizzati eventi culturali e mostre artistiche.

#### Musei
- Museo Guttuso, strutturato su tre piani, venne inaugurato nel 1973 e ospita opere di Renato Guttuso donate dal maestro alla sua città natale. Il museo ospita anche opere di artisti del XX secolo quali, fra gli altri, Cagli, Mario Schifano, Mario Bardi, Onofrio Tomaselli, Silvestre Cuffaro, Pina Calì, Domenico Quattrociocchi, Giuseppe Pellitteri, Mimmo Pintacuda, Giuseppe Tornatore e Arrigo Musti.
- Museum - Osservatorio dell'arte in Sicilia, museo sull'arte contemporanea siciliana fondato nel 1997 dal gallerista Ezio Pagano

### Media

#### Radio
- Radio One
- RPM Radio Planet Music

Emittenti scomparse :
- Punto Radio
- Radio America Club 98 (97.8 MHz)
- Radio Antenna 5
- Radio Antenna Uno (90.15 MHz)
- Radio 1 Bagheria (92.5 MHz)
- Radio Bagheria Centrale (90.5 MHz)
- Radio City
- Radio Evangelo
- Radio Fantasy
- Radio Faro 2000
- Radio Più
- Radio San Cataldo
- Radio Skitikkio (97.8 MHz)
- Radio Sud
- Stereonda (96.6 MHz)
- Stereo Sound

#### Televisione
- Tele one

Emittenti scomparse : 
- TV 8

### Cinema
- Nel film L'avventura (1960), capolavoro di Michelangelo Antonioni, Villa Palagonia risulta essere uno dei set; in particolare una scena si svolge nel salone degli specchi del piano nobile della villa.
- Nel film del 1962 Mafioso di Alberto Lattuada con Alberto Sordi a Villa Palagonia.
- In Comizi d'amore (1965) il regista, Pasolini, intervista il poeta Ignazio Buttitta in piazza Madrice.
- Il film L'amore coniugale (1970), di Dacia Maraini, viene girato in parte a Bagheria.
- Johnny Stecchino, (1991) il protagonista del film si nasconde in una villa di Bagheria, la Villa Arezzo Spedalotto.
- In Cento giorni a Palermo di Giuseppe Ferrara compare una scena girata in Piazza Madrice e diretta da un giovane Giuseppe Tornatore.
- Nuovo Cinema Paradiso (1988) diretto e sceneggiato da Giuseppe Tornatore, vincitore di numerosi premi tra cui l'Oscar.
- Baarìa, colossal del 2009, sempre di Giuseppe Tornatore, racconta le vicende di tre generazioni di una famiglia di Bagheria.
- Nel film Il padrino - Parte III, diretto da Francis Ford Coppola, si vede chiaramente all'arrivo del treno che porta Kay dai figli e dall'ex marito Michael, il cartello BAGHERIA e la parte centrale della stazione, anche se in realtà si tratta della stazione di Taormina-Giardini.
- Un uomo in ginocchio, anno 1979, di Damiano Damiani, con Giuliano Gemma, Michele Placido e Eleonora Giorgi. Film girato a Bagheria (dentro Palazzo Inguaggiato), Palermo e a Palazzo Adriano
- Alla luce del sole, film del 2004 di Roberto Faenza, con Luca Zingaretti. Girato sulla vita di Pino Puglisi, ucciso dalla Mafia nel 1993.
- La Dea fortuna (2019) di Ferzan Ozpetek, con Jasmine Trinca e Edoardo Leo è girato in parte a Villa Valguarnera.
- La miniserie "Anna" (2021) di Niccolò Ammaniti, è stata in parte girata a Bagheria a Villa Val Guarnera sede della banda dei giovani Blu e dei Bianchi guidati dalla perfida Angelica.

### Musica

#### Cantori di Bagheria
Sono i discendenti degli ultimi veri carrettieri ed interpretano i canzuna a la carrittera, cioè i canti della tradizione etnica dei carrettieri siciliani. I testi evocano sempre i classici temi delle canzoni romantiche; attraverso splendide metafore, i cantori parlano di amore, tradimenti, separazione e duro lavoro.
Ultimamente i Cantori di Bagheria hanno rappresentato l'Italia al Festival de l'Imaginaire di Parigi presso il Theatre de la Ville e la Maison des Cultures du Monde, dove si sono esibite anche compagini di diversi paesi del mondo come Corea, Vietnam, Algeria, India, Marocco, Perù, isole Bahamas e Capo Verde.
Tra i cantori più celebri Giorgio Provenzano, noto con il nome di Gino e scomparso nel 2012, famoso anche per aver interpretato un'intensa scena del film Baarìa di Giuseppe Tornatore.

## Infrastrutture e trasporti

### Ferrovie

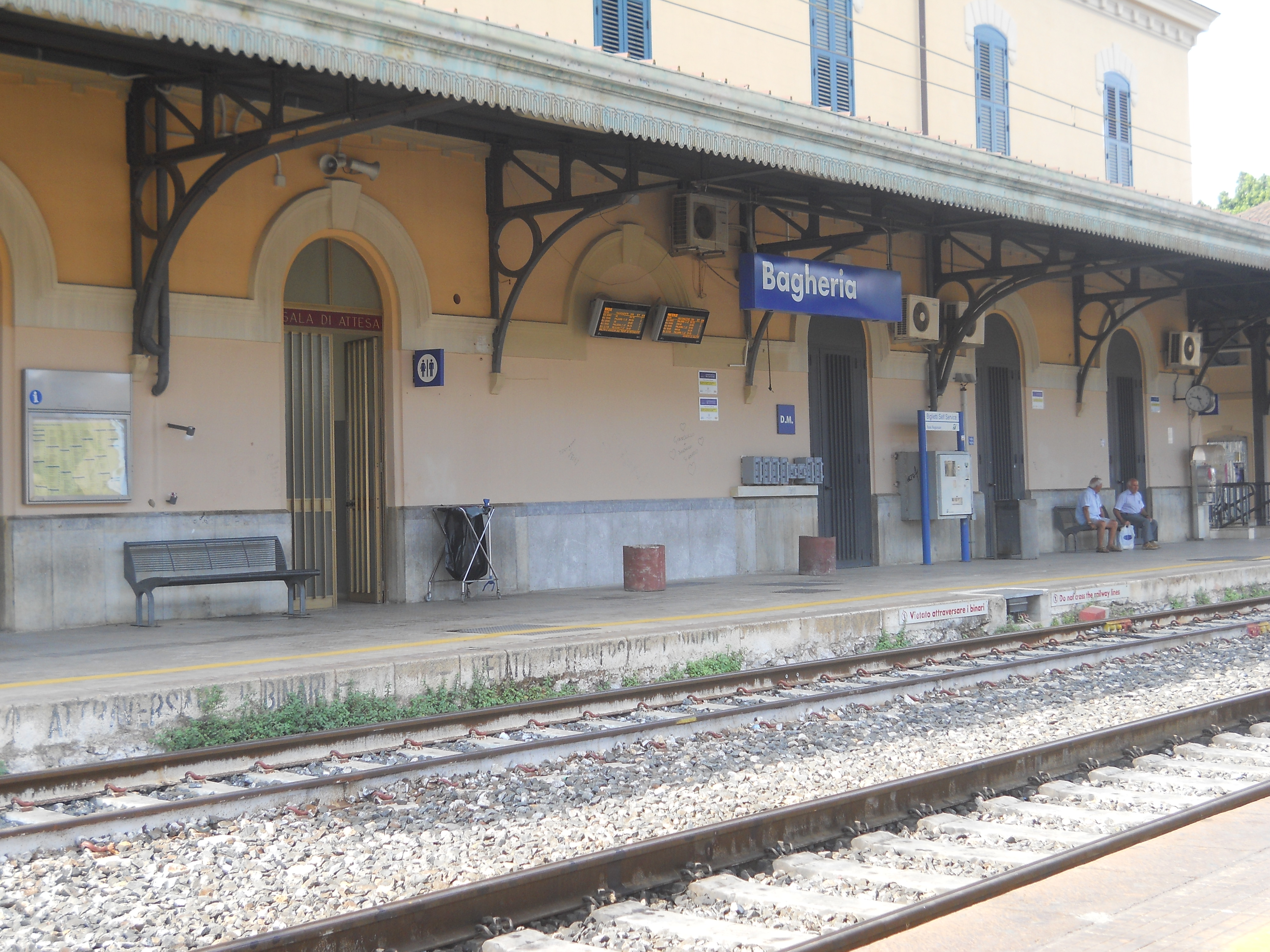
Stazione di Bagheria

La città di Bagheria dispone di una stazione ferroviaria molto trafficata dai pendolari che giornalmente raggiungono Palermo per motivi di lavoro o di studio, la stazione è inclusa nel Progetto Pegasus delle Ferrovie dello Stato, tale progetto prevede una riqualificazione della stazione aggiungendo alla stessa varie attività commerciali.

### Strade
Bagheria è inoltre collegata alla rete autostradale siciliana grazie all'omonima uscita dell'autostrada A19 situata proprio all'interno del territorio urbano posta al chilometro 12,2. Per ovviare ai problemi di traffico e le lunghe code che si creano presso questa uscita che è l'unica per un vasto territorio densamente popolato sono in progetto due opere. La prima opera riguarda la riformulazione dello svincolo esistente, la seconda opera consiste nella realizzazione si un nuovo svincolo situato a poca distanza dall'attuale nella zona di Ficarazzi. La periferia nord della città è attraversata dalla Strada Statale 113 Settentrionale Sicula che collega Messina a Palermo attraversando numerosi centri abitati.

### Mobilità urbana
Bagheria è servita da alcune linee d'autobus dell'Azienda Siciliana Trasporti (AST). Le destinazioni sono: Palermo - Ficarazzi - Santa Flavia - Sant'Elia - Aspra e Bagheria - Casteldaccia - Altavilla Milicia. Un trasporto pubblico all'interno del capoluogo comunale, che esisteva negli anni precedenti, dal 2011 non è più disponibile.

## Amministrazione
Di seguito è presentata una tabella relativa alle amministrazioni che si sono succedute in questo comune.
| Periodo          | Periodo          | Primo cittadino            | Partito                          | Carica              | Note          |
| ---------------- | ---------------- | -------------------------- | -------------------------------- | ------------------- | ------------- |
| 20 luglio 1989   | 19 luglio 1990   | Antonio Gargano            | Democrazia Cristiana             | Sindaco             | [ 20 ]        |
| 26 novembre 1990 | 11 marzo 1993    | Giuseppe Lo Bue            | Democrazia Cristiana             | Sindaco             | [ 20 ]        |
| 11 marzo 1993    | 21 gennaio 1995  | Saverio Miraula            |                                  | Comm. straordinario | [ 20 ]        |
| 11 marzo 1993    | 15 maggio 1995   | Maria Rita Li Greci        |                                  | Comm. straordinario | [ 20 ]        |
| 11 marzo 1993    | 8 giugno 1993    | Sebastiano Rigoli          |                                  | Comm. straordinario | [ 20 ]        |
| 8 giugno 1993    | 15 maggio 1995   | Santo Naselli              |                                  | Comm. straordinario | [ 20 ]        |
| 14 dicembre 1994 | 15 maggio 1995   | Luigi Serra                |                                  | Comm. straordinario | [ 20 ]        |
| 18 maggio 1995   | 16 marzo 2001    | Giovanni Valentino         | centro-destra                    | Sindaco             | [ 20 ]        |
| 20 aprile 1999   | 19 giugno 2000   | Laura Franchina            |                                  | Comm. straordinario | [ 20 ]        |
| 20 aprile 1999   | 16 marzo 2001    | Fulvio Sodano              |                                  | Comm. straordinario | [ 20 ]        |
| 20 aprile 1999   | 10 dicembre 2001 | Salvatore Mangano          |                                  | Comm. straordinario | [ 20 ]        |
| 19 giugno 2000   | 10 dicembre 2001 | Rosa Inzerilli             |                                  | Comm. straordinario | [ 20 ]        |
| 16 marzo 2001    | 10 dicembre 2001 | Donatella Ferrera          |                                  | Comm. straordinario | [ 20 ]        |
| 10 dicembre 2001 | 21 marzo 2006    | Francesco Giuseppe Fricano | centro-sinistra                  | Sindaco             | [ 20 ]        |
| 27 giugno 2006   | 14 giugno 2011   | Biagio Sciortino           | centro-sinistra                  | Sindaco             | [ 20 ]        |
| 14 giugno 2011   | 28 marzo 2014    | Vincenzo Lo Meo            | Unione di Centro                 | Sindaco             | [ 20 ]        |
| 28 marzo 2014    | 10 giugno 2014   | Michela Savina La Iacona   |                                  | Comm. regionale     | [ 20 ]        |
| 10 giugno 2014   | 29 aprile 2019   | Patrizio Cinque            | Movimento 5 Stelle/ Indipendente | Sindaco             | [ 20 ] [ 21 ] |
| 29 aprile 2019   | in carica        | Filippo Tripoli            | Lista civica                     | Sindaco             | [ 20 ] [ 22 ] |

## Sport
La principale squadra di calcio della città è il Bagheria Calcio 1919, fondata nel 1919 col nome di Pro Bagheria e rifondata nel 1993. Dal 2015 ha cambiato denominazione da Città di Bagheria in Bagheria Città delle Ville. Milita nel campionato di Promozione Sicilia 2018-2019 nel Girone B e disputa le partite in casa allo Stadio Comunale di Bagheria.
La Polisportiva atletica Bagheria ha vinto diversi titoli italiani nella corsa su strada e nella corsa campestre. Proveniente da questa realtà è la campionessa europea di maratona Anna Incerti.

### Altri sport
Altri sport seguiti a Bagheria sono il basket con la squadra Pallacanestro Bagheria '92 che dalla stagione sportiva 1997/98 milita nella serie C regionale. Al C.A.S. è aggregato anche il Centro Minibasket, al quale partecipano circa 60 mini-cestisti, di età compresa fra i sei e gli undici anni; la pallavolo con l'AS Volley Bagheria che ha disputato il campionato di serie B2 maschile nella stagione 2002/2003 e con le squadre A.S. Eurovolley 2002 Bagheria e G.S. Nova Volley, il Sollevamento Pesi con la Polisportiva Dynamo Club che vanta di atleti quasi tutti Campioni Italiani e che hanno partecipato a molti Campionati Europei e Mondiali; infine la pallamano è uno sport seguito e praticato a Bagheria con la società A.S.D. Valens che a 4 anni dalla sua fondazione è riuscita a raggiungere la promozione in serie B, con un roster formato unicamente da giocatori bagheresi.